# Gives You Hell
"Gives You Hell" é o primeiro single da banda The All American Rejects do álbum When the World Comes Down.

## Paradas
| Top (2008)                         | Melhor posição |
| ---------------------------------- | -------------- |
| Estados Unidos - Billboard Hot 100 | 4              |
| Estados Unidos - Billboard Pop 100 | 7              |
| Nova Zelândia - RIANZ              | 21             |
| Canadá - Canadian Hot 100          | 31             |
| Austrália - ARIA Charts            | 5              |
| Reino Unido - UK Singles Chart     | 20             |